# Aleksander Krasiński
Aleksander Krasiński herbu Ślepowron (zm. w 1730 roku) – kasztelan wiślicki w latach 1724–1730, chorąży sandomierski w latach 1714–1724, cześnik sandomierski w latach 1713–1714.
Był synem Mikołaja.
Był posłem województwa sandomierskiego na sejm 1720 roku.